# Megetra cancellatus
Megetra cancellatus là một loài bọ cánh cứng trong họ Meloidae. Loài này được Brandt & Erichson miêu tả khoa học năm 1832.